# Équipe des Pays-Bas féminine de baseball
Uniformes
L'Équipe des Pays-Bas de baseball féminin représente la Fédération des Pays-Bas de baseball lors des compétitions internationales comme la Coupe du monde.
Son premier match s'est déroulé contre le Venezuela à l'occasion de la Coupe du monde 2010 au Venezuela, le premier événement officiel auquel elle participe. 
Elle termine la compétition en dixième position, ce qui lui vaut une onzième place au Classement mondial de l'IBAF au 1er septembre 2010.

## Palmarès
Coupe du monde:
- 2010 : 10e

Championnat d'Europe:
- Finaliste : 2019